# Megálo Livádi (Léros)
Megálo Livádi (grec moderne : Μεγάλο Λιβάδι), également connu sous le nom Megálo Liádi (grec moderne : Μεγάλο Λιάδι), est une localité située dans le dème de Léros, dans le district régional de Kálymnos, dans la périphérie d'Égée-Méridionale, en Grèce.
Selon le recensement de 2021, elle compte 0 habitants.